# Venne (Senden)
Venne ist ein Ortsteil der Gemeinde Senden im westfälischen Kreis Coesfeld.

## Geschichte
Der Ort wurde 1249 erstmals urkundlich erwähnt. Der Propst von St. Mauritz in Münster bestätigte die Zuständigkeit der Pfarrei Amelsbüren für das zu Venne gelegene Hospital zum hl. Johannes. Im Jahr 1255 wurde in einer Urkunde des Magistrates der Stadt Münster die Kapelle St. Johannis zu Venne erwähnt. Im selben Jahr noch werden die zwischen dem Hause und Venne liegenden Häuser in Bezug auf Taufe und Begräbnis nach Venne überwiesen. Im Jahr 1290 wird dann Vene ausdrücklich als „parochia“ bezeichnet.
1663 wurde das Gogericht Senden (mit Venne) dem Domkapitel von Münster überstellt. Später gehörte Venne zum Gogericht Telgte.
Bis Anfang des 19. Jahrhunderts gehörten der Ort und das Kirchspiel Venne landesherrlich zum Hochstift Münster und war dem Amt Wolbeck zugeordnet. Im Reichsdeputationshauptschluss (1803) erhielt Preußen für seine territorialen Verluste auf dem Linken Rheinufer neben anderen Gebieten Teile des aufgelösten Hochstifts Münster. Venne wurde dem neuen preußischen Kreis Lüdinghausen unterstellt und war nun Teil des Erbfürstentums Münster.
Im Zusammenhang mit der Gründung des Rheinbunds (1806) wurde die Region in das Großherzogtum Berg integriert und 1808 dem Departement der Ems zugeordnet. 1811 wurden wesentliche Teile des Münsterlandes vom Großherzogtum an das Französische Kaiserreich abgetreten und gehörte bis 1813 zum Département de l’Ems-Supérieur, das Teil der Hanseatischen Departements war. Venne gehörte mit Hiddingsel und Ottmarsbocholt zur Mairie Senden unter dem Maire Max Friedrich von Droste zu Senden Nach dem Abzug der Franzosen (1813) übernahm Preußen, zunächst provisorisch, wieder seine vorherigen rechtsrheinischen Gebiete.
Aufgrund der auf dem Wiener Kongress (1815) getroffenen Vereinbarungen kam die Region dauerhaft zu Preußen. Die Gemeinde Venne wurde unter der preußischen Verwaltung zusammen mit dem Kreis Lüdinghausen dem neuen Regierungsbezirk Münster und der Provinz Westfalen zugeordnet.
1958 erfolgte der Anschluss an das allgemeine Elektrizitätsnetz der VEW. Am 1. Januar 1975 wurde Venne im Zuge der Gebietsreform in Nordrhein-Westfalen ein Ortsteil von Senden.

## Sehenswürdigkeiten

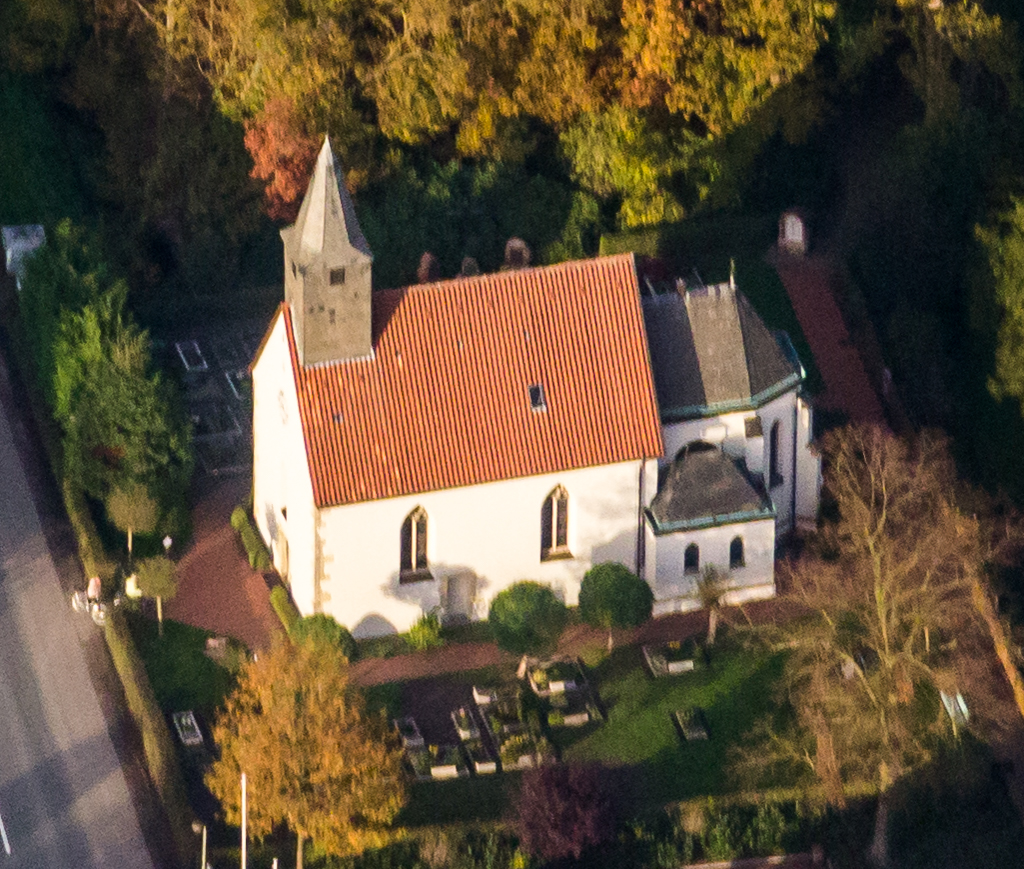
St.-Johannes-Kirche

- Kirche Sankt Johannes der Täufer
- Venner Moor